# Ника (женский баскетбольный клуб)
«НИКА-Лузалес» («Университет», «Зыряночка») — российский женский баскетбольный клуб из города Сыктывкара, основанный в 1969 году. Впервые команда в сезоне 2020/2021 сыграла в Премьер-лиге чемпионата России по баскетболу среди женщин. В первый год результат клуба — 4-е место.

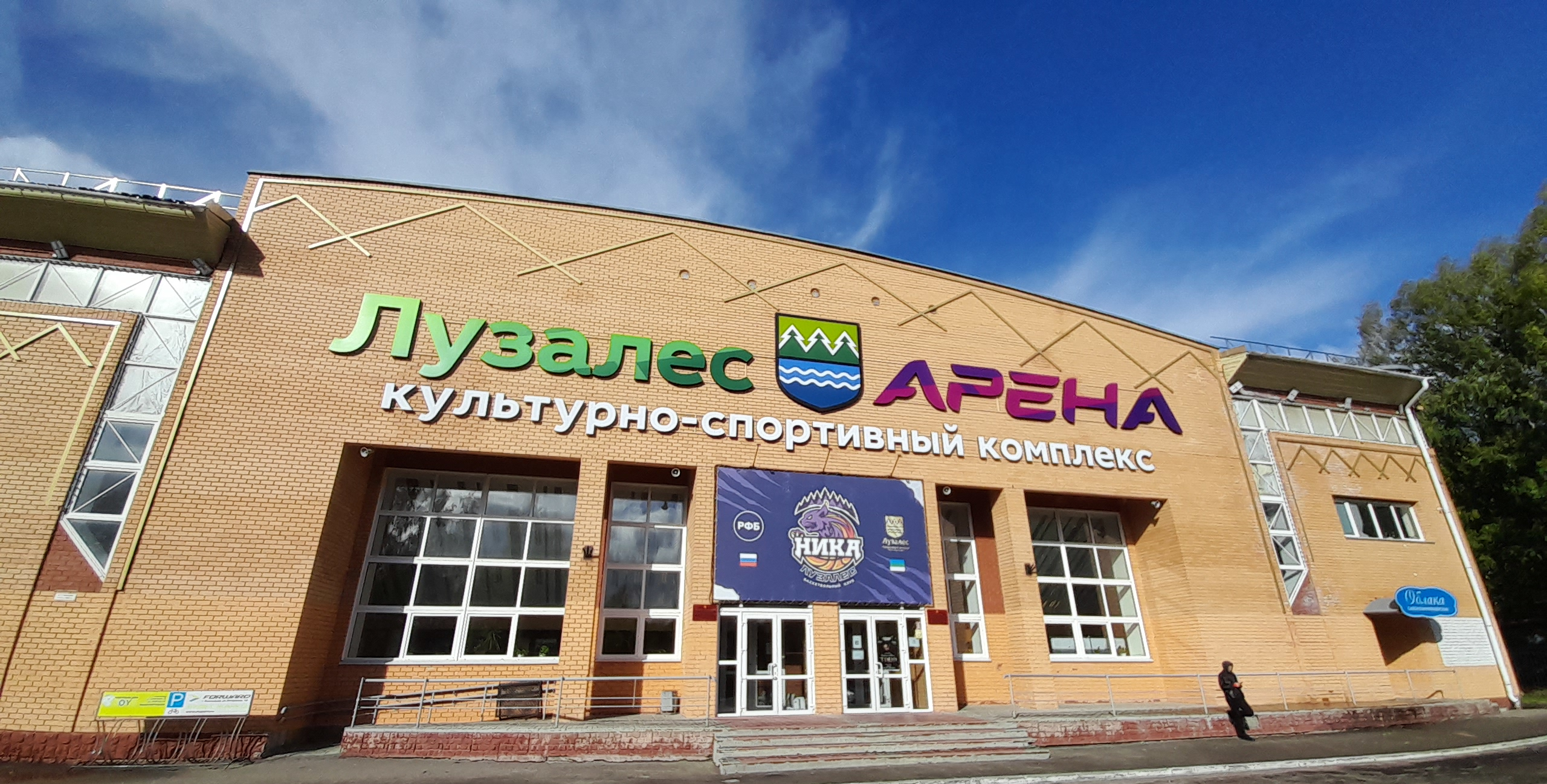
Спортивный комплекс Лузалес-Арена (КСЦ Ренова), домашняя арена клуба

## История

### Чемпионат СССР
Команда «Ника» является одним из спортивных брендов в Республике Коми. Женская баскетбольная команда существует с 1969 года после открытия в Сыктывкаре спортивной ДЮСШ с отделениями баскетбола и спортивной гимнастики.
После открытия Сыктывкарского Государственного Университета костяк баскетбольного коллектива составили студентки вуза, основателем и главным тренером команды был Валик Георгий Флорович. Команда первоначально получила название «Университет». Впервые в 1975 году выступив в городских соревнованиях, команда заняла 2-е место. В конце семидесятых годов стала сильнейшей в Республике.
В 1985 году отобралась с регионального турнира в финальный отборочный тур за две путевки Второй лиги класса «А». Команда «Университет» без единого поражения в турнире заняла 1 место и впервые представила Республику Коми на арене Советского женского баскетбола выступив в первенстве СССР среди команд второй лиги.
Первый международный опыт выступление баскетболистки «Университета» получили в сентябре 1989 года, приняв участие в международном турнире, который состоялся в столице Болгарии.
В 1991 году — команда завоевала право участвовать в первенстве страны первой лиги.

### Чемпионат и Кубок России
Команда в 1994 году изменила название на «Зыряночка». Обновив основной состав, команда продолжила играть в Первой лиге первенства России.
При изменении структуры чемпионата по баскетболу среди женщин России в 1996 году была создана Суперлига и в Высшую лигу (Дивизион Б) перешли команды из Первой лиги, в том числе и «Зыряночка».
В сезоне 1998-99 годов, заняв 2 место в финале Высшей лиги «Дивизион Б» чемпионата России, «Зыряночка» переходит в Высшую лигу «Дивизион А» чемпионата России.
В турнире 2002—2003 «Зыряночка», заняла 1 место Дивизиона «А» Высшей Лиги и вышла в Суперлигу «Дивизиона Б».
Наивысшее достижение в суперлиге «Дивизиона Б» — пятое место в сезоне 2004/2005. С этого сезона команда играет на спортивной площадке КСЦ «Ренова», вмещающий 750 сидячих мест.
После ухода из жизни в феврале 2011 года основателя и главного тренера команды Георгия Валика «Зыряночка» в чемпионате 2012—2013 годов покинула Суперлигу опустилась в первенство Высшей Лиги.
В 2015 году команда «Зыряночка» переименована в «Нику» и возвращается в турнир Суперлиги 2 чемпионата России, а с сезона 2016/2017 сыктывкарский коллектив выступает в Суперлиге 1.
В сезоне 2020-2021 годов, «Ника» впервые участвует на высшем уровне женского баскетбола Премьер лиге чемпионата России.
| Сезон   | Лига                       | Место | Кубок*           | Примечания                |
| ------- | -------------------------- | ----- | ---------------- | ------------------------- |
| 1993/94 | Первая лига                |       |                  |                           |
| 1994/95 | Первая лига                |       |                  |                           |
| 1995/96 | Первая лига                | 4     |                  | Вышла в Высшую лигу «Б»   |
| 1996/97 | Дивизион «Б» (Высшая лига) | 9     |                  |                           |
| 1997/98 | Дивизион «Б» (Высшая лига) | 6     |                  |                           |
| 1998/99 | Дивизион «Б» (Высшая лига) | 2     |                  | Вышла в Высшую лигу «А»   |
| 1999/00 | Дивизион «А» (Высшая лига) | 8     |                  |                           |
| 2000/01 | Дивизион «А» (Высшая лига) | 5     |                  |                           |
| 2001/02 | Высшая лига                | 4     |                  |                           |
| 2002/03 | Высшая лига                | 1     |                  | Вышла в Суперлига «Б»     |
| 2003/04 | Суперлига «Б»              | 6     | 1/16 финала      |                           |
| 2004/05 | Суперлига «Б»              | 6     | 1/16 финала      |                           |
| 2005/06 | Суперлига «Б»              | 11    | групповой турнир | Вылетела из Суперлиги «Б» |
| 2006/07 | Высшая лига                | 3     | групповой турнир |                           |
| 2007/08 | Высшая лига                | 5     | групповой турнир | Вышла в Суперлигу «Б»     |
| 2008/09 | Суперлига «Б»              | 9     | групповой турнир |                           |
| 2009/10 | Суперлига «Б»              | 8     | групповой турнир |                           |
| 2010/11 | Суперлига                  | 9     | групповой турнир |                           |
| 2011/12 | Суперлига                  | 9     | групповой турнир |                           |
| 2012/13 | Суперлига                  | 7     | групповой турнир |                           |
| 2013/14 | Высшая лига                |       | групповой турнир | Вылетела из Суперлиги     |
| 2014/15 | Высшая лига                |       | групповой турнир | Вышла в Суперлигу 2       |
| 2015/16 | Суперлига 2                | 6     | групповой турнир | Вышла в Суперлигу 1       |
| 2016/17 | Суперлига 1                | 6     | 1/8 финала       |                           |
| 2017/18 | Суперлига 1                | 4     | 1/8 финала       |                           |
| 2018/19 | Суперлига 1                | 5     | 1/8 финала       |                           |
| 2019/20 | Суперлига 1                | 4     | 1/8 финала       | Вышла в Премьер-лигу      |
| 2020/21 | Премьер-лига               | 4     | 1/8 финала       |                           |
| 2021/22 | Премьер-лига               | 4     | Финал            |                           |
| 2022/23 | Премьер-лига               | 8     | 4 место          |                           |
| 2023/24 | Премьер-лига               | 2     | 1/4 финала       |                           |
| 2024/25 | Премьер-лига               | 6     | 4 место          |                           |

* — пунктиром выделена статистика выступлений в Кубке В.Кузина (отборочный турнир к Кубку России)

### Еврокубки
Клуб принял участие в Восточноевропейской лиге в сезоне-2020/21, где стал финалистом.
В сезоне-2021/22 клуб принимает участие в Кубке Европы.

## Достижения
Чемпионат России
- Серебряный призёр: 2023/24

## Текущий состав
| \| Поз. \| № \| Гражд. \| Имя \| Дата рождения (возраст) \| Рост \| Вес \| Звание \| \| ---- \| -- \| ------ \| --------------------- \| ------------------------- \| ------ \| ----- \| ------ \| \| ТФ \| 00 \| \| Джессика Джексон \| 6 июля 1995 (30 лет) \| 193 см \| 82 кг \| \| \| АЗ \| 1 \| \| Юлия Лабутина \| 17 февраля 1997 (28 лет) \| 177 см \| 70 кг \| \| \| РЗ \| 3 \| \| Карина Низамова \| 17 августа 1992 (32 года) \| 167 см \| 60 кг \| \| \| РЗ \| 8 \| \| Екатерина Федоренкова \| 12 августа 1993 (31 год) \| 178 см \| 54 кг \| \| \| Ц \| 9 \| \| Анастасия Комарова \| 18 января 1999 (26 лет) \| 187 см \| 81 кг \| \| \| ТФ \| 11 \| \| Анастасия Логунова \| 20 июля 1990 (34 года) \| 192 см \| 85 кг \| \| \| ТФ \| 14 \| \| Елизавета Братчикова \| 8 июня 1996 (29 лет) \| 191 см \| 82 кг \| \| \| ЛФ \| 22 \| \| Мария Яцемирская \| 26 января 2003 (22 года) \| 182 см \| 62 кг \| \| \| ТФ \| 23 \| \| Наталья Ясевичене \| 7 мая 1990 (35 лет) \| 185 см \| 75 кг \| \| \| РЗ \| 31 \| \| Севара Нуритдинова \| 24 ноября 1998 (26 лет) \| 165 см \| 56 кг \| \| \| ЛФ \| 32 \| \| Бриа Холмс \| 19 апреля 1994 (31 год) \| 185 см \| 77 кг \| \| \| ТФ \| 33 \| \| Рамона \| 23 января 1994 (31 год) \| 180 см \| 80 кг \| \| \| ЛФ \| 69 \| \| Александра Столяр \| 18 ноября 1992 (32 года) \| 180 см \| 65 кг \| \| | Главный тренер - Ольга Доронина Ассистенты тренера - Андрей Бабичев - Владан Чубрич Легенда - (К) — Капитан команды Последнее изменение: 12 января 2025 года |               |                       |                           |        |       |        |
| Поз. | № | Гражд.        | Имя                   | Дата рождения (возраст)   | Рост   | Вес   | Звание |
| ТФ | 00 | Флаг США      | Джессика Джексон      | 6 июля 1995 (30 лет)      | 193 см | 82 кг |        |
| АЗ | 1 | Флаг России   | Юлия Лабутина         | 17 февраля 1997 (28 лет)  | 177 см | 70 кг |        |
| РЗ | 3 | Флаг России   | Карина Низамова       | 17 августа 1992 (32 года) | 167 см | 60 кг |        |
| РЗ | 8 | Флаг России   | Екатерина Федоренкова | 12 августа 1993 (31 год)  | 178 см | 54 кг |        |
| Ц | 9 | Флаг России   | Анастасия Комарова    | 18 января 1999 (26 лет)   | 187 см | 81 кг |        |
| ТФ | 11 | Флаг России   | Анастасия Логунова    | 20 июля 1990 (34 года)    | 192 см | 85 кг |        |
| ТФ | 14 | Флаг России   | Елизавета Братчикова  | 8 июня 1996 (29 лет)      | 191 см | 82 кг |        |
| ЛФ | 22 | Флаг России   | Мария Яцемирская      | 26 января 2003 (22 года)  | 182 см | 62 кг |        |
| ТФ | 23 | Флаг России   | Наталья Ясевичене     | 7 мая 1990 (35 лет)       | 185 см | 75 кг |        |
| РЗ | 31 | Флаг России   | Севара Нуритдинова    | 24 ноября 1998 (26 лет)   | 165 см | 56 кг |        |
| ЛФ | 32 | Флаг США      | Бриа Холмс            | 19 апреля 1994 (31 год)   | 185 см | 77 кг |        |
| ТФ | 33 | Флаг Бразилии | Рамона                | 23 января 1994 (31 год)   | 180 см | 80 кг |        |
| ЛФ | 69 | Флаг России   | Александра Столяр     | 18 ноября 1992 (32 года)  | 180 см | 65 кг |        |

## Администрация
Руководство клуба:
Президент: Семенюк Руслан Николаевич